# Enfrentamientos en la Gobernación de Daraa (2011–2013)
Los enfrentamientos entre 2011 y 2012 en la Gobernación de Daraa son una serie de enfrentamientos militares entre el Ejército Sirio y el Ejército Libre de Siria en la Gobernación de Daraa , Siria , que comenzó en noviembre de 2011, después de las protestas a gran escala y la represión de manifestantes en Daraa desde abril de 2011.  Los enfrentamientos continuaron como parte de la Guerra Civil Siria , hasta que el cese al fuego mediado por la ONU entró en vigor el 14 de abril de 2012.  Sin embargo, los enfrentamientos esporádicos han continuado desde entonces. 
Aunque hubo algunas protestas civiles, los observadores de la Liga Árabe se han publicado en el área, y uno de ellos afirmó haber visto francotiradores en la ciudad. "Vimos francotiradores en la ciudad, los vimos con nuestros propios ojos", dijo el observador a los residentes en una conversación filmada y publicada en línea.  Vamos a pedirle al gobierno que los elimine de inmediato.  Estaremos en contacto con la Liga Árabe en El Cairo. Si los francotiradores no desaparecen en 24 horas, se tomarán otras medidas". Han muerto manifestantes civiles.
El 16 de febrero de 2012, el ejército atacó a Daraa, bombardeando fuertemente la ciudad.  Esto fue aparentemente porque "Deraa ha estado recuperando su papel en el levantamiento. Las manifestaciones se han reanudado y el Ejército Sirio Libre ha estado proporcionando seguridad para las protestas en algunas partes de la ciudad".  El ataque fue parte de un impulso de la fuerza de seguridad "para recuperar el control de las áreas que perdieron en las últimas semanas", lo que indica que la FSA en Daraa había tomado el control de partes de la ciudad.  Las fuerzas de seguridad atacaron al menos tres distritos, pero los combatientes de la FSA se defendieron, disparando a los bloqueos de carreteras y edificios del ejército que albergan a la policía de seguridad y los milicianos.  Un activista dijo que había habido una acumulación militar cerca de Daraa durante las dos semanas anteriores.  Las imágenes tomadas por los residentes parecen haber mostrado tanques militares en Daraa, y al menos tres miembros de las fuerzas de seguridad fueron asesinados inicialmente en la lucha.
El 14 de marzo de 2012, combatientes del Ejército Sirio Libre controlaban al menos 1 distrito principal en la ciudad de Daraa (distrito de Al-Balad), lo que hizo que el ejército sirio lo atacara disparando armas antiaéreas a edificios del distrito controlado por la FSA.

## Cronología

### 2011
El 14 de noviembre, los desertores del ejército sirio emboscaron a las fuerzas regulares del ejército sirio cerca de la frontera jordana en la provincia de Daraa, lo que dio lugar a fuertes combates.  Los enfrentamientos duraron cuatro horas.  Un activista de la oposición cerca de la ciudad de Khirbet Ghazaleh declaró que vio dos vehículos blindados destruidos y los cuerpos de 12 civiles.  Un total de 23 civiles fueron reportados muertos en el área.  Según un grupo de derechos de la oposición, "Veintitrés personas fueron abatidas a tiros por las fuerzas de seguridad publicadas a lo largo de la carretera entre las ciudades de Kherbet Ghazale y Hirak". 34 soldados y 12 desertores también murieron en los combates.
El 30 de noviembre, los enfrentamientos ocurrieron una vez más cuando las fuerzas de seguridad intentaron una redada en la ciudad de Dael, sufriendo siete muertos y 19 heridos cuando su convoy de autobuses fue atacado por el Ejército Sirio Libre .  Según el jefe del opositor observatorio sirio de los derechos humanos, Rami Abdel Rahman , dos de los vehículos de las fuerzas de seguridad fueron volados.
El 5 de diciembre, una vez más, se produjeron enfrentamientos en la provincia, con cuatro soldados (incluido un oficial), asesinados por desertores del ejército sirio.
El 11 de diciembre, los combates se desataron en la aldea de Busra al-Harir y en Lujah, una zona de colinas rocosas al norte de la ciudad, donde los desertores se habían estado escondiendo y atacando el suministro militar.  Las tropas de los 12 blindados se enfrentaron a cientos de desertores militares.  Tres tanques militares fueron destruidos durante los combates.
En diciembre, los civiles en Daraa se declararon en huelga, en protesta del gobierno, y Al Jazeera informó el 11 de diciembre que escuchó informes de que las tropas incendiaron al menos 178 tiendas y comercios en Daraa para intentar vengarse de los civiles que han cerrado sus puertas, aunque sin confirmarse.
El 12 de diciembre, fuentes de la oposición informaron sobre operaciones del ejército en la provincia sureña de Deraa, muy cerca de la frontera con Jordania.  SANA, la agencia estatal de noticias, informó que tres miembros de las fuerzas de seguridad murieron en un enfrentamiento,en el que murieron 4 terroristas.
El 14 de diciembre, tres desertores resultaron heridos en enfrentamientos con las fuerzas de seguridad sirias en la aldea de Hirak.
La FSA atacó a unidades del ejército y agentes de servicios de seguridad en Daraa el 15 de diciembre, lo que provocó 27 muertes y un número desconocido de víctimas de la FSA.  Los enfrentamientos estallaron en tres puntos de control separados en la provincia al amanecer.
Catorce miembros de las fuerzas de seguridad fueron asesinados el 20 de diciembre en la provincia.
El opositor Observatorio Sirio para los Derechos Humanos dijo que al menos 22 personas murieron en enfrentamientos en la provincia sur de Deraa el 21 de diciembre. 
"Veintidós personas, seis desertores, un civil y 15 miembros de las fuerzas armadas y de seguridad - murieron y varias docenas de civiles resultaron heridos en sus hogares".
El 28 de diciembre, los enfrentamientos en Deraa se renovaron una vez más, el Observatorio Sirio de Derechos Humanos informaron que desertores mataron al menos a cuatro soldados sirios en una emboscada.

### 2012
Alrededor del 1 de enero, seis manifestantes fueron abatidos a tiros por las fuerzas de seguridad sirias.
El 4 de enero, el Observatorio Sirio para los Derechos Humanos, con sede en Gran Bretaña, dijo que cuando decenas de soldados desertaban en la aldea sureña de Jassem, fueron atacados por fuerzas de seguridad en un enfrentamiento en el que murieron al menos 18 tropas gubernamentales y un número desconocido de milicianos de las FSA.  El Observatorio dijo que las fuerzas de seguridad lanzaron luego redadas en el área y detuvieron a más de 100 personas.  Además, el gobierno sirio afirmó que la explosión de una bomba apuntó a una patrulla de la policía en el campo de Daara que mató a un policía e hirió a cinco soldados.
El 6 de enero, el gobierno sirio afirmó que hombres con uniforme militar lanzaron un asalto a la estación de policía de Sur en la provincia de Daara.  Se dijo que este ataque mató a dos policías e hirió a otros seis.  El jefe de la estación de policía fue uno de los muertos en el ataque.
El 8 de enero, el SOHR informó que once soldados sirios murieron en fuertes enfrentamientos en Daraa, junto a otros 20 heridos en la aldea de Basr al-Harir.  Luego se dijo que nueve soldados desertaron.  El mismo día, se escucharon intercambios de ametralladoras en la ciudad de Dael en Deraa.
El 20 de enero, continuaron los combates y el "Jefe de la Sección de Garantías" de la provincia de Daraa fue asesinado tras haber sido secuestrado por los insurgentes.
El 26 de enero, un teniente del ejército fue asesinado en Deraa.
El 27 de enero, seis miembros de las fuerzas de seguridad murieron y cinco resultaron heridos en la provincia de Daraa por desertores que emboscaron dos autobuses que transportaban personal de seguridad.
El 31 de enero, insurgentes atacaron un microbús que llevaba a seis oficiales de seguridad en su camino a Hirak y mataron a todos los pasajeros.
El 1 de febrero, SANA informó que, más al sur, en los suburbios de Deraa, las fuerzas de seguridad mataron a 11 hombres armados y dos heridos cuando atacaron un autobús militar matando a un sargento del Ejército e hiriendo a otros dos.
El 2 de febrero, en la ciudad de Daraa, SANA informó que en un suburbio tres soldados, incluido un oficial, murieron y cinco resultaron heridos.
El 3 de febrero, el SOHR informó que ocho soldados murieron en enfrentamientos con las FSA.  Otro soldado también fue asesinado anteriormente en la aldea de Jasem.
El 9 de febrero, SOHR reportó la muerte de al menos siete soldados y decenas de heridos en una emboscada rebelde cerca de Deraa.  "Las fuerzas de seguridad viajaban a bordo de dos autobuses cuando fueron emboscados en un puente por soldados disidentes", dijo Rami Abdulrahman a AFP.
El 11 y 12 de febrero, al menos 22 civiles y 8 combatientes de la FSA fueron asesinados tras un bombardeo en Msaifara, según la oposición.
El 14 de febrero, activistas informaron que las fuerzas de seguridad bombardearon Taybeh.
El 17 de febrero, 12 insurgentes fueron ejecutados en Jassem, Daraa, según fuentes de la oposición.
El 24 de febrero, SANA informó que 3 soldados murieron y 5 resultaron heridos en el área de al-Sad en Daraa.
El 26 de febrero, el SOHR informó que 3 miembros de los servicios de seguridad murieron en Daraa cuando su vehículo fue atacado por las FSA, mientras que 2 soldados fueron asesinados a tiros en la aldea de Dael mientras montaban un minarete.  Al menos 1 miembro de los servicios de seguridad murió por disparos y otros 4 resultaron heridos cuando su vehículo fue atacado en Nawa.
El 5 de febrero, 5 desertores fueron asesinados en la provincia de Daraa por el ejército.
El 28 de febrero, SOHR informó que cinco soldados fueron asesinados en Dael.
El 3 de marzo, seis soldados murieron y nueve resultaron heridos cuando transportistas blindados de personal y autobuses militares fueron atacados cerca de Daraa.
El 6 de marzo, los militares lanzaron un asalto a la ciudad de Hirak en Daara.  SOHR informó que "Fuerzas militares incluidos tanques y transportes de tropas armadas, lanzaron un asalto a Herak.  Se escucharon explosiones y fuego de ametralladoras pesadas ".  Los Comités de Coordinación Local, una red de activistas de oposición, denunciaron el fuerte bombardeo de Herak.  Los miembros de la FSA en la ciudad mataron a 5 soldados muertos.
El 10 de marzo, se informó que 5 soldados murieron cuando un transporte blindado de personal fue atacado en la provincia de Daraa.
El 13 de marzo, combatientes de la FSA mataron a 12 soldados en Daraa, según el Observatorio Sirio de los Derechos Humanos.
El 14 de marzo, el ejército sirio atacó a Daraa con 150 vehículos blindados, a pesar de una presencia FSA mucho más débil en la ciudad que en Homs o en Idlib, dijeron activistas. 7 desertores del ejército y 13 civiles murieron en la operación por parte del ejército.
El 21 de marzo, SANA informó que varios oficiales de seguridad y civiles murieron por un coche bomba en Daraa.  "La explosión causó grandes daños en algunos edificios circundantes" y dejó un cráter de dos metros, SOHR informó que 2 soldados habían muerto en Daraa el 20 de marzo.
El 22 de marzo, un soldado fue asesinado en la ciudad de Saida, y otros dos fueron asesinados en otro lugar de la provincia de Daraa.
El 24 de marzo, 1 soldado fue asesinado en Daraa.
El 4 de abril de 2012, las FSA mató a 2 soldados.
5 soldados murieron el 5 de abril en dos ataques diferentes.

### Abril - octubre de 2012
El 15 de abril, SANA, los medios estatales controlados por el gobierno, informaron sobre la muerte de dos soldados en una carretera y que los cadáveres de dos oficiales del ejército fueron encontrados en el campo de Daraa.
El 17 de abril de 2012, el ejército bombardeo Bursa al-Harir controlada por los rebeldes.
El 18 de abril de 2012, SANA informó que un policía murió por disparos en Daraa.
El 20 de abril, SANA reportó la muerte de diez miembros de las fuerzas de seguridad debido a una bomba en el camino en el sur de Siria.  Otros cinco soldados murieron en un ataque con bomba en el pueblo de Karak.  Los medios estatales afirmaron que la bomba en la primera explosión fue de más de 100.   kg, y que un autobús fue volado cerca de la aldea de Heit en la provincia de Daraa.  Además, los medios estatales informaron que una estación de policía fue atacada por un grupo de hombres con ametralladoras, causando la muerte de un miembro de las fuerzas de seguridad y que un oficial de la policía fue asesinado en Daraa.
El 23 de abril, SANA informó que un teniente coronel fue asesinado en una emboscada en el campo de Daraa.
El 27 de abril de 2012, las noticias estatales, SANA, informaron que 21 soldados y fuerzas de seguridad habían muerto en el espacio de dos días en la ciudad de Daraa.  En primer lugar, se alegó que hombres armados mataron a tiros a 15 miembros de las fuerzas de seguridad el 25 de abril y luego dispararon a 6 más el 27 de abril.
El 2 de mayo, una explosión en una carretera mató a un soldado y un policía murió en un disparo en el centro de Daraa, según SANA.  Mientras tanto, también se informó que dos oficiales de la policía fueron asesinados.
El 15 de mayo, SOHR reportó fuertes enfrentamientos entre militares y desertores en Daraa, que vieron a cinco soldados y dos civiles muertos al final del día.
El 16 de mayo, los medios estatales informaron que dos miembros de las fuerzas de seguridad fueron asesinados por dos explosiones y disparos.  Uno de ellos era un oficial.

Situación en la ciudad de Daraa, a mediados de agosto de 2012.

El 2 de junio se informó que 6 soldados murieron en Deraa.
El 9 de junio, según los rebeldes el ejército sirio mató al menos a 17 civiles, entre ellos mujeres y niños durante los combates en Deraa.
El 10 de junio se informó que los rebeldes estaban ganando terreno en Daraa.
El 16 de junio, los medios estatales dijeron que tres milicianos murieron en el campo de Daraa cuando intentaron atacar un punto de control, mientras que al día siguiente otros dos fueron asesinados por el ejército sirio incautando 3 ametralladoras y 8 artefactos explosivos.
El 28 de junio, 17 rebeldes fueron asesinados y otros 13 arrestados, informó SANA.  El 3 de agosto, 16 rebeldes fueron asesinados por un helicóptero cerca de Daraa.
El 16 de septiembre de 2011, los medios de comunicación estatales sirios informaron que un oficial de policía murió y cuatro resultaron heridos cuando les dispararon en Busra al-Harir .
El 29 de septiembre, los Comités de Coordinación Local afirmaron que las FSA llevaron a cabo un ataque exitoso en un sitio de defensa aérea en al-Ghariya.
El 13 de octubre de 2011, el Observatorio Sirio para los Derechos Humanos, dijo que 8 rebeldes murieron en Haara, además de un civil.

### Noviembre de 2012
El 10 de noviembre, dos ataques suicidas con coche bomba atacaron el Club de Oficiales del Ejército Sirio en Daraa, matando al menos a 20 soldados.  SANA también denunció el ataque pero no mencionó víctimas.

### Diciembre de 2012
El 17 de diciembre se produjeron enfrentamientos en el barrio de Tariq al-Sad de Dera'a, también se produjeron enfrentamientos en el campo de refugiados. Se produjeron enfrentamientos cuando los rebeldes atacaron a una brigada del ejército en el área de Al-Lijah. 
El 18 de diciembre, las fuerzas rebeldes asaltaron la base de la 34.ª Brigada cerca de Deraa, capturando varios tanques.
El 30 de diciembre, 6 personas murieron durante un bombardeo de la fuerza aérea en la ciudad de Kafarnbouda.